# Alceste de Ambris
Alceste de Ambris (Licciana Nardi, 15 settembre 1874 – Brive-la-Gaillarde, 9 dicembre 1934) è stato un sindacalista, giornalista e politico italiano, fondatore e maggior esponente del sindacalismo rivoluzionario italiano e del movimento repubblicano e mazziniano "novecentista". Fu parlamentare del Partito Socialista Italiano e cofondatore dei Fasci d'Azione Rivoluzionaria, nonché fratello di Amilcare De Ambris.

## Biografia

### Gli anni di sindacalismo
Alceste fu il primo degli otto figli di Francesco De Ambris e Valeria Ricci, una famiglia numerosa e unita della Lunigiana, regione storica in provincia di Massa-Carrara. L'epigrafe posta sulla facciata della sua casa natale Licciana Nardi (MS), così tramanda:
"Qui il 16 settembre 1874 nacque Alceste de Ambris che l'ardente cuore temprò negli ideali di Giuseppe Mazzini e sempre lottò perché fosse emancipato il lavoro, libera la patria, affratellata l'umanità. Morì esule in Francia il 9 dicembre 1934. Da questo lembo della forte Lunigiana, Anacarsi Nardi e Alceste de Ambris insegnano che la vita è missione".
Adempiuti gli obblighi scolastici a Massa e intrapresi gli studi universitari fino al secondo anno della facoltà di giurisprudenza nell'Università di Parma, abbracciò le idee socialiste, mettendosi in luce nella Cooperativa di produzione e di lavoro di Pontremoli. Nel 1898 fu particolarmente attivo nella redazione del periodico La Terra, diretto da Luigi Campolonghi e al quale collaboro' anche Pietro Ferrari. Dopo i moti popolari del 1898, fu colpito dalla repressione antisocialista di fine Ottocento e condannato per diserzione quindi fuggì in esilio, prima in Francia a Marsiglia, poi in Brasile a Rio de Janeiro e a San Paolo.
Rientrato in Italia nel 1903, nell'agosto di quell'anno De Ambris fu eletto segretario della Camera del Lavoro di Savona, carica che tenne fino al febbraio del 1904.
Lasciata Savona, De Ambris si trasferì a Livorno dove, in quello stesso anno, divenne segretario della Federazione dei lavoratori del vetro. Trasferitosi a Roma, assunse la carica di dirigente della Gioventù Socialista e iniziò a scrivere come giornalista su periodici di indirizzo sindacale. Tenne comizi e conferenze anche nella natia Lunigiana. Nel 1907 venne nominato segretario della locale Camera del Lavoro, che alla fine del 1907 contava 29037 lavoratori associati a fronte dei 12600 di inizio anno.
La rottura dell'unità proletaria, dovuta ai contrasti fra socialisti gradualisti e sindacalisti rivoluzionari, permise la controffensiva agrario-padronale, sostenuta dal governo che impiegò carabinieri ed esercito nella repressione del primo e più vasto sciopero italiano agrario, attuato nel 1908 nella provincia di Parma. Il 20 giugno 1908 a Parma e provincia vi furono perciò molteplici manifestazioni e cortei di lavoratori organizzati e capeggiati dallo stesso De Ambris. Le forze di polizia governative cercarono allora di sedare tali tumulti. Dopo un'aspra lotta con gli scioperanti i carabinieri e la cavalleria del Regio Esercito (Lancieri di Montebello e del Piemonte Reale all'uopo comandati in servizio di ordine pubblico, essendo da tempo di stanza nella stessa Cittadella di Parma) occuparono la sede della prima e storica "Camera del Lavoro" del sindacalismo italiano ubicata nel battagliero e proletario Oltretorrente di Parma, in Borgo delle Grazie. Molti gli scioperanti e i sindacalisti arrestati, ma Alceste de Ambris riuscì rocambolescamente a fuggire a Lugano. Suo fratello (e compagno di lotta) Amilcare rimase nascosto a Parma con l'intento e l'ordine di Alceste di ricostruire le leghe contadine e il movimento sindacale represso "manu militari".
Da Lugano, Alceste De Ambris si spostò, esule e condannato politico contumace, in Brasile dove rimase per oltre due anni. Tornò a Lugano nel marzo del 1911 dove diventò condirettore, assieme ad Angelo Oliviero Olivetti, della principale rivista sindacalista rivoluzionaria italiana, Pagine Libere. In quel periodo continuò a svolgere una forte propaganda anticolonialista e antinazionalista (contro la guerra italo-turca) collaborando altresì alla nascita dell'Unione Sindacale Italiana, sindacato fondato nel 1912 al convegno di Modena.

### L'elezione alla Camera e l'interventismo
Nel 1913 fu eletto deputato al Parlamento italiano, con voto popolare plebiscitario nel collegio elettorale di Parma - Reggio Emilia - Modena per il PSI. Grazie ai benefici dell'"immunità parlamentare", poté così rientrare in patria. L'esule fu accolto da eroe risorgimentale a Parma ove migliaia di cittadini e lavoratori lo portarono in trionfo dalla stazione ferroviaria alla piazza Garibaldi, dove erano previsti i comizi di festeggiamento.
Riprese quindi la sua attività di organizzatore sindacale e direttore di giornali sia politici che sindacali, guidando, tra gli altri L'Avanguardia (organo dell'Unione Sindacale Milanese). Favorevole ad un fronte comune fra tutte le forze rivoluzionarie, democratiche e internazionaliste, nell'agosto 1914, allo scoppio della prima guerra mondiale, ritenendolo conflitto contro le vetuste tirranie europee, De Ambris insieme a Filippo Corridoni (conosciuto a Parma nel 1908) appoggiò il fronte interventista. Accolse con affetto e con la sua oratoria veemente di sindacalista rivoluzionario e internazionalista le tesi irredentiste a difesa di Trento e Trieste e della Venezia-Giulia, che Cesare Battisti espose a Parma il 3 novembre 1914 in un memorabile comizio organizzato dall'Università Popolare e dal movimento repubblicano e mazziniano (Alfredo Bottai e Adevaldo Credali) con l'intervento altresì del socialista Agostino Berenini alla scuola A. Mazza.
Egualmente appoggiò il successivo comizio interventista di Mussolini. Nel maggio del 1915 partì perciò per il fronte assieme a tutti gli altri volontari parmigiani capeggiati dall'avvocato e poeta repubblicano Ildebrando Cocconi, che per l'occasione compose l'"Inno dei Volontari". Si avvicinò nel 1919 ai Fasci italiani di combattimento, che avevano venature repubblicane, anticlericali, democratiche, sindacaliste, "futuriste" e antiborghesi. In questo periodo collaborò attivamente alla stesura del manifesto dei Fasci italiani di combattimento pubblicato su Il Popolo d'Italia il 6 giugno 1919.
Il 15 aprile 1919, in piazza del Duomo, insieme al deputato liberale Candiani, tenne il comizio al corteo nazionalista. Più tardi lo stesso corteo assaltò la sede dell'organo di stampa socialista l'Avanti!.

### L'impresa fiumana e la Carta del Carnaro
Nel gennaio del 1920 De Ambris raggiunse Gabriele D'Annunzio a Fiume, occupata il 12 settembre 1919 con i suoi mille "Legionari" già dal novembre 1918. D'Annunzio lo nominò suo Capo di Gabinetto nel Governo della Città in sostituzione del capitano Giovanni Giuriati.
Per il "Comandante" (D'Annunzio) e per il "suo" nuovo stato chiamato "Reggenza Italiana del Carnaro" De Ambris elaborò la carta costituzionale detta Carta del Carnaro. L'8 settembre 1920 D'Annunzio, nonostante il parere contrario del Consiglio nazionale, proclamò dal suo balcone l'adozione di questa 'costituzione', poi trascritta in prosa letteraria dallo stesso "Poeta-Eroe", che però non ebbe mai alcuna concreta attuazione.
Le istituzioni politiche previste in questa Carta sono variamente modellate sull'assemblea ateniese, sui governi del comune medievale italiano e sulle istituzioni della Repubblica Veneta. Ispirandosi alle dottrine dell'anarco-sindacalismo, decentralizza il potere, garantendo la "sovranità collettiva" a tutti i suoi cittadini "indipendentemente da sesso, razza, lingua, classe o religione". Sono previste due assemblee parlamentari, entrambe elette a suffragio universale, che si sarebbero dovute riunire una o due volte l'anno. Il ruolo centrale è in effetti attribuito alle nove "corporazioni": marinai, artigiani, insegnanti, studenti, artisti, etc.

### Dopo Fiume
Dopo la fine dell'esperienza fiumana, il giorno di Natale del 1920 De Ambris rientrò a Parma, assumendo, da quel momento, una posizione dannunziana e antifascista. Nel maggio 1921, d'accordo con D'Annunzio, si presentò come candidato indipendente (sindacalista e legionario fiumano) alle elezioni politiche per il collegio elettorale di Parma-Reggio Emilia-Modena, nella prospettiva di formare un blocco di forze nazionaliste democratiche in grado di arrestare l'ascesa del fascismo. Ma il consenso elettorale post-bellico non gli fu sufficiente e invece favorì le nuove forze proletarie emergenti (comunisti, socialisti unitari e popolari).
Insieme a Luigi Campolonghi e a Giuseppe Giulietti, De Ambris si recò poi a Gardone Riviera nel tentativo di convincere Gabriele D'Annunzio (che nella villa di Cargnacco si era rifugiato "in residenza dorata ma coatta e ben vigilata") a porsi alla testa di un movimento da convocarsi a Roma il 20 settembre 1922, data dall'evidente richiamo massonico, dove sarebbe stato acclamato a furor di popolo dittatore temporaneo per il tempo necessario a realizzare la pacificazione nazionale fra gli ex combattenti. 
Massone, il progetto slittò poi al 4 novembre successivo a causa del serio infortunio subito nell'agosto 1922 dal Vate, precipitato da una finestra della sua villa. Messo al corrente del progettato pronunciamento dannunziano, Mussolini lo precedette di alcuni giorni con la sua marcia su Roma. In precedenza a Parma vi fu un grosso attacco dimostrativo da parte di squadre fasciste capeggiate da Italo Balbo (fatti di Parma dell'agosto 1922).

### Il volontario esilio in Francia e morte
Dopo essere stato insultato e sbeffeggiato a Genova da un piccolo gruppo di fascisti il 22 dicembre 1922, Alceste De Ambris nel febbraio del 1923 decise di trasferirsi in Francia.  Fu "a più riprese avvicinato da importanti emissari del regime, quale Curzio Malaparte, per coinvolgerlo nel complesso gioco di ridefinizione degli equilibri del governo fascista prima del delitto Matteotti. Respinte con fermezza e coerenza le profferte di un comodo rientro in Italia, con ruoli ministeriali o sindacali, nei mesi successivi De Ambris era divenuto uno dei maggiori punti di riferimento per le nuove leve dell’emigrazione, tra i più capaci di mantenere un equilibrio tra assistenza agli esuli, propaganda antifascista e attività cospirativa. Farinacci, che contro il gruppo affaristico di Bazzi e Rossi, il fuoruscitismo e l’opposizione democratica, aveva indirizzato la «seconda ondata» rivoluzionaria, chiese espressamente a Mussolini la radiazione dallo stato civile italiano di De Ambris, definito senza mezzi termini «il più porco della Lega»".
In Francia, il 3 settembre 1926, lo raggiunse una condanna che lo privava della cittadinanza italiana e gli comunicava la confisca dei pochi beni posseduti in Italia. A Parigi De Ambris si pose alla guida di un consorzio di cooperative di lavoro aventi l'obiettivo di procurare una sussistenza ai numerosi fuoriusciti antifascisti provenienti dalla provincia di Parma che vivevano allora in Francia. Nel paese transalpino fu in contatto con i più famosi esuli democratici (Giovanni Amendola, Filippo Turati, Gaetano Salvemini, ecc.) e fu eletto Presidente della Ligue Italienne des Droits de l'Homme (L.I.D.U.), fondata nel 1922, con Luigi Campolonghi quale Segretario.
Rifiutò le successive proposte giuntegli fin dal 1924, tramite numerosi esponenti del Regime e dal fratello Amilcare, per un possibile rientro in Italia.
Benito Mussolini parlò anche con D'Annunzio nel tentativo di convincere De Ambris a rientrare in Italia e così poi riferì a Yvon De Begnac:
(Benito Mussolini parlando di De Ambris con Yvon De Begnac sui "Taccuini mussoliniani")
Il duce, parlando di De Ambris sempre a Yvon De Begnac, marcò comunque la distanza che li separava e commentò:
(Benito Mussolini parlando di De Ambris con Yvon De Begnac sui "Taccuini mussoliniani")
Alceste De Ambris si spense improvvisamente a Brive durante una riunione organizzativa di esuli politici italiani della L.I.D.U. La stessa Lega Italiana per i Diritti dell'Uomo comunicò ufficialmente il suo decesso il 9 dicembre 1934. Fu perciò sepolto nel piccolo cimitero della cittadina francese ove un'anima fraterna e amica gli dedicò la seguente epigrafe:

### Il ritorno della salma in Italia

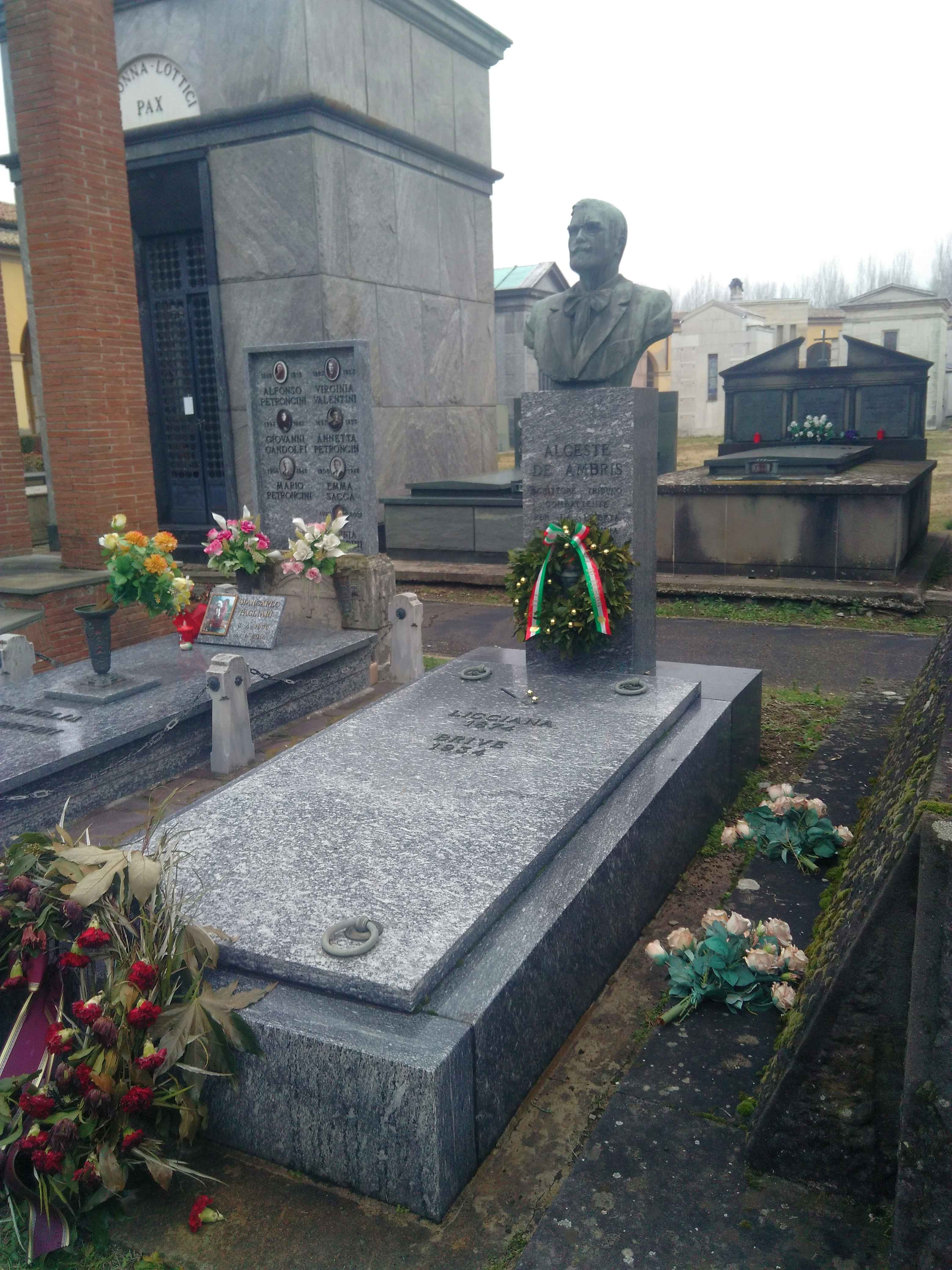
Tomba di Alceste De Ambris nel cimitero della Villetta a Parma

Nel 1964 a Parma un "Comitato repubblicano di amici e fratelli di ideali e di lotta", coordinato da Alfredo Bottai, aprì una sottoscrizione per onorarne la memoria e traslarne le spoglie mortali in Italia. Per merito e opera di questo Comitato, il 27 settembre 1964, a Parma, con una solenne cerimonia e alla presenza di autorità, rappresentanze politiche e sindacali sia locali che nazionali come l'Associazione Mazziniana Italiana e la U.I.L.. De Ambris fu quindi inumato nel civico cimitero della Villetta. Commissionato dall'amico repubblicano Ernesto Manghi all'architetto Marco Pellegri, è sormontato da un "vivente e volitivo" suo busto bronzeo, opera dello scultore Carlo Corvi, che reca l'epigrafe: "Alceste de Ambris - scrittore-tribuno-combattente per la libertà e la giustizia. Licciana 1874-Brive 1934".